# Emilio Campana
Emilio Campana (Buenos Aires, 21 de noviembre de 1947) es un ex-futbolista argentino que jugaba como portero. Actualmente tiene 77 años.

## Trayectoria
Inicialmente se desempañaba como delantero, se inició profesionalmente a los 18 años en el Sacachispas F.C. de la Primera "C" de su país. Llegó al Perú en 1974 para jugar por el F.B.C. Piérola de la ciudad de Arequipa para a la temporada siguiente fichar por el F.B.C. Melgar de la misma ciudad. 
Con el Melgar cumplió sus mejores campañas logrando el histórico título del Campeonato Descentralizado 1981, además del subtítulo del 1983 y participar en las  Copas Libertadores de 1982 y 1984. Como curiosidad, el día en que Melgar se consagró campeón del fútbol peruano Emilio Campana salió expulsado al minuto 76', luego de impedir la caída de su portería en un forcejeo con Eloy Ortiz, delantero del Sporting Cristal.

## Clubes
| Club             | País      | Año         |
| ---------------- | --------- | ----------- |
| Sacachispas F.C. | Argentina | 1965 - 1973 |
| F.B.C. Piérola   | Perú      | 1974        |
| F.B.C. Melgar    | Perú      | 1975 - 1984 |
| Alfonso Ugarte   | Perú      | 1985        |

## Palmarés
| Título                    | Club          | País | Año  |
| ------------------------- | ------------- | ---- | ---- |
| Primera División del Perú | F.B.C. Melgar | Perú | 1981 |